# Nonka Matowa
Nonka Deczewa Matowa z domu Szatarowa (buł. Нонка Дечева Матова z d. Шатарова, ur. 20 października 1954 w Płowdiwie) – bułgarska strzelczyni sportowa. Srebrna medalistka olimpijska z Barcelony.
Specjalizowała się w strzelaniu z karabinu. Brała udział w sześciu igrzyskach olimpijskich (IO 76, IO 80, IO 88, IO 92, IO 96, IO 00). W 1996 zdobyła srebro w konkurencji karabinu małokalibrowego w trzech postawach na dystansie 50 metrów. W trzech postawach na dystansie 50 metrów zdobyła srebro mistrzostw świata w 1974 i brąz w 1998. W strzelaniu na dystansie 50 m w pozycji leżącej zdobyła brąz w 1974 i srebro w 1986. W karabinie pneumatycznym na dystansie 10 metrów sięgnęła po brąz w 1989.